# Roinville (Eure-et-Loir)
Roinville – miejscowość i gmina we Francji, w Regionie Centralnym, w departamencie Eure-et-Loir.
Według danych z 1990 r. gminę zamieszkiwało 338 osób, a gęstość zaludnienia wynosiła 49 osób/km² (wśród 1842 gmin Regionu Centralnego Roinville plasuje się na 808. miejscu pod względem liczby ludności, natomiast pod względem powierzchni na miejscu 1288.).